# Circonscription électorale de Valence
Ne doit pas être confondu avec Circonscription autonomique de Valence.
La circonscription électorale de Valence est l'une des cinquante-deux circonscriptions électorales espagnoles utilisées comme divisions électorales pour les élections générales espagnoles.
Elle correspond géographiquement à la province de Valence.

## Historique
Elle est instaurée en 1977 par la loi pour la réforme politique puis confirmée avec la promulgation de la Constitution espagnole qui précise à l'article 68 alinéa 2 que chaque province constitue une circonscription électorale.

## Congrès des députés

### Synthèse
|                 |       | 1977 | 1979 | 1982 | 1986 | 1989 | 1993 | 1996 | 2000 | 2004 | 2008 | 2011 | 2015 | 2016 | 04/19 | 11/19 | 2023 |
| --------------- | ----- | ---- | ---- | ---- | ---- | ---- | ---- | ---- | ---- | ---- | ---- | ---- | ---- | ---- | ----- | ----- | ---- |
| UCD             |       | 5    | 6    |      |      |      |      |      |      |      |      |      |      |      |       |       |      |
| AP & alliés     |       | 1    |      | 5    | 5    |      |      |      |      |      |      |      |      |      |       |       |      |
| CDS             |       |      |      |      | 1    | 1    |      |      |      |      |      |      |      |      |       |       |      |
| UV              |       |      |      |      | 1    | 2    | 1    | 1    |      |      |      |      |      |      |       |       |      |
| PCE             |       | 1    | 2    |      |      |      |      |      |      |      |      |      |      |      |       |       |      |
| IU              |       |      |      |      |      | 1    | 2    | 2    | 1    | 1    |      | 1    |      |      |       |       |      |
| PSP             |       | 1    |      |      |      |      |      |      |      |      |      |      |      |      |       |       |      |
| PSOE            |       | 7    | 7    | 10   | 9    | 8    | 6    | 6    | 6    | 7    | 7    | 4    | 3    | 3    | 4     | 4     | 5    |
| PP              |       |      |      |      |      | 4    | 7    | 7    | 9    | 8    | 9    | 9    | 5    | 6    | 3     | 4     | 6    |
| UPyD            |       |      |      |      |      |      |      |      |      |      |      | 1    |      |      |       |       |      |
| Compromís       |       |      |      |      |      |      |      |      |      |      |      | 1    |      |      | 1     | 1     |      |
| És el moment    |       |      |      |      |      |      |      |      |      |      |      |      | 5    |      |       |       |      |
| A la valenciana |       |      |      |      |      |      |      |      |      |      |      |      |      | 5    |       |       |      |
| Cs              |       |      |      |      |      |      |      |      |      |      |      |      | 2    | 2    | 3     | 1     |      |
| UP              |       |      |      |      |      |      |      |      |      |      |      |      |      |      | 2     | 2     |      |
| Vox             |       |      |      |      |      |      |      |      |      |      |      |      |      |      | 2     | 3     | 2    |
| Sumar           |       |      |      |      |      |      |      |      |      |      |      |      |      |      |       |       | 3    |
|                 |       |      |      |      |      |      |      |      |      |      |      |      |      |      |       |       |      |
| Total           | Total | 15   | 15   | 15   | 16   | 16   | 16   | 16   | 16   | 16   | 16   | 16   | 15   | 16   | 15    | 15    | 16   |

### 1977
| Parti | Parti | Députés |
| ----- | ----- | --- |
| PSOE  |       | Josep Lluís Albiñana, Antonio Bisbal Iborra, Jaume Castells Ferrer, Juan Bautista Pastor Marco, Joaquín Ruiz Mendoza, Manuel Santolaya Juesas, Enrique Sapena Granell |
| UCD   |       | Francisco Javier Máximo Aguirre de la Hoz, Emilio Attard Alonso, Francisco de Paula Burguera Escrivá, Joaquín Muñoz Peirats, José Ramón Pin Arboledas                 |
| PCE   |       | Emérito Bono Martínez |
| AP    |       | Alberto Jarabo Payá |
| PSP   |       | Manuel Sánchez Ayuso |

### 1979
| Parti | Parti | Députés |
| ----- | ----- | --- |
| PSOE  |       | Josep Lluís Albiñana, Jaume Castells Ferrer, Joan Lerma, Juan Bautista Pastor Marco, Manuel Sánchez Ayuso, Francisco Javier Sanz Fernández, Enrique Sapena Granell |
| UCD   |       | Fernando Abril Martorell, Francisco Javier Máximo Aguirre de la Hoz, Emilio Attard Alonso, Joaquín Muñoz Peirats, José Ramón Pin Arboledas, Vicente Ruiz Monrabal  |
| PCE   |       | Emérito Bono Martínez, Antonio Palomares Vinuesa |

- José Luis Albiñana Olmos est remplacé en mars 1980 par Adela Pla Pastor.

### 1982
| Parti  | Parti | Députés |
| ------ | ----- | --- |
| PSOE   |       | José Luis Adsuar Ferrando, Jaume Castells Ferrer, Francisco Gaviña Ribelles, Joan Lerma, Salvador López Sanz, Adela Pastor Pla, Joan Romero González, Francisco Javier Sanz Fernández, Enrique Sapena Granell, Vicente Antonio Sotillo Martí |
| AP-PDP |       | Manuel Gallent Nicola, Luis García Forcada, Manuel Giner Miralles, Carlos Manglano de Mas, Miguel Ramón Izquierdo |

- Manuel Giner Miralles est remplacé en juin 1983 par Ignacio Gil Lázaro.
- Joan Lerma est remplacé en février 1983 par Daniel Vidal Escartí.
- Joan Romero González est remplacé en mars 1983 par José Enrique Pons Grau.

### 1986
| Parti | Parti | Députés |
| ----- | ----- | --- |
| PSOE  |       | Jorge Blasco Castany, Jaume Castells Ferrer, María Celeste Juan Millet, Juan Antonio Lloret Llorens, Salvador López Sanz, José María Maravall, Javier Paniagua Fuentes, Adela Pla Pastor, Francisco Javier Sanz Fernández |
| CP    |       | José Manuel García-Margallo, Ignacio Gil Lázaro, Carlos Manglano de Mas, Ángel Sanchís Perales, Ana María Yabar Sterling                                                                                                  |
| CDS   |       | Joaquín Abril Martorell |
| UV    |       | Miguel Ramón Izquierdo |

- Francisco Javier Sanz Fernández est remplacé en juin 1987 par Daniel Vidal Escartí.

### 1989
| Parti | Parti | Députés |
| ----- | ----- | --- |
| PSOE  |       | Vicente Albero Silla, Jaume Castells Ferrer, Ciprià Ciscar, María Celeste Juan Millet, Juan Antonio Lloret Llorens, José María Mohedano Fuertes, Javier Paniagua Fuentes, Adela Pla Pastor |
| PP    |       | Pedro Agramunt, Gaspar Ariño Ortiz, José Manuel García-Margallo, José Ramón Pascual Monzo                                                                                                  |
| UV    |       | Vicente González Lizondo, Juan Oliver Chirivella |
| IU    |       | Ricardo Fernando Peralta Ortega |
| CDS   |       | Joaquín Abril Martorell |

- Pedro Agramunt est remplacé en juin 1991 par Juan Albiñana Calatayud.

### 1993
| Parti | Parti | Députés |
| ----- | ----- | --- |
| PP    |       | Eva María Amador Guillén, Gerardo Camps Devesa, José Manuel García-Margallo, Ignacio Gil Lázaro, Guillermo Martínez Casañ, Leopoldo Ortiz Climent, José Ramón Pascual Monzo |
| PSOE  |       | Vicente Albero Silla, Jaume Castells Ferrer, Ciprià Ciscar, José María Mohedano Fuertes, Antoni Asunción, Adela Pla Pastor                                                  |
| IU    |       | Ricardo Fernando Parelta Ortega, Presentación Urán González |
| UV    |       | Vicente González Lizondo |

- Vicente Albero Silla est remplacé en juin 1994 par Javier Paniagua Fuentes.
- José Manuel García-Margallo est remplacé en juin 1994 par Vicente Martínez-Pujalte.
- Vicente González Lizondo est remplacé en octobre 1994 par José María Chiquillo.

### 1996
| Parti | Parti | Députés |
| ----- | ----- | --- |
| PP    |       | Eva María Amador Guillén, Gerardo Camps Devesa, Francisco Camps, Ignacio Gil Lázaro, Guillermo Martínez Casañ, Vicente Martínez-Pujalte, José Ramón Pascual Monzo |
| PSOE  |       | Carmen Alborch, Alfred Boix Pastor, Ciprià Ciscar, Javier Paniagua Fuentes, Margarita Pin Arboledas, Joan Romero González                                         |
| IU    |       | Ricardo Fernando Peralta Ortega, Presentación Urán González |
| UV    |       | José María Chiquillo |

- Francisco Camps est remplacé en février 1997 par Fernando Coquillat Durán.
  - Fernando Coquillat Durán est remplacé en septembre 1999 par María José Mora Devis.
- Joan Romero González est remplacé en avril 1999 par Joan Ignasi Pla.

### 2000
| Parti | Parti | Députés |
| ----- | ----- | --- |
| PP    |       | Joaquín Calomarde Gramage, Susana Benítez Camarero, Gerardo Camps Devesa, Francisco Camps, Ignacio Gil Lázaro, Guillermo Martínez Casañ, Vicente Martínez-Pujalte, María del Carmen Martorell Pallás, José María Michavila |
| PSOE  |       | Carmen Alborch, Ciprià Ciscar, Ricard Pérez Casado, Rosa María Peris Cervera, Joan Ignasi Pla, Francesc Joaquim Romeu Martí                                                                                                |
| IU    |       | Presentación Urán González |

- Gerardo Camps Devesa est remplacé en mai 2000 par Miguel Ramón Albiach Chisbert.
- Francisco Camps est remplacé en avril 2002 par Inmaculada Martínez Cervera.
- María del Carmen Martorell Pallás est remplacé en mai 2000 par José Luis Juan Sanz.
- José María Michavila est remplacé en mai 2000 par María Asunción Oltra Torres.
- Joan Ignasi Pla est remplacé en juin 2003 par Margarita Pin Arboledas.

### 2004
| Parti | Parti | Députés |
| ----- | ----- | --- |
| PP    |       | Joaquín Calomarde Gramage, Susana Benítez Camarero, Ignacio Gil Lázaro, Vicente Martínez-Pujalte, José María Michavila, María Asunción Oltra Torres, Maria Angels Ramón-Llin Martínez, Eduardo Zaplana |
| PSOE  |       | Carmen Alborch, María Antonia de Armengol Criado, Ciprià Ciscar, Carmen Montón, Margarita Pin Arboledas, Josep Antoni Santamaría Mateo, Ricardo Torres Balaguer                                        |
| IU    |       | Isaura Navarro Casillas |

### 2008
| Parti | Parti | Députés |
| ----- | ----- | --- |
| PP    |       | Esteban González Pons, José María Michavila, Ignacio Gil Lázaro, María José Catalá Verdet, Marta Torrado de Castro, Inmaculada Bañuls Ros, Ignacio Uriarte Ayala, Vicente Ferrer Roselló, Susana Benítez Camarero |
| PSOE  |       | María Teresa Fernández de la Vega, Inmaculada Rodríguez-Piñero, Joan Calabuig Rull, Ciprià Ciscar, Ferrán Bono Ara, Carmen Montón, Josep Antoni Santamaría Mateo                                                  |

- María José Catalá (PP) est remplacée en octobre 2008 par Teresa García Sena.
- Inmaculada Rodríguez-Piñero (PSOE) est remplacée en avril 2009 par José Luis Ábalos.
- José María Michavila (PP) est remplacé en septembre 2009 par Inmaculada Guaito Vañó.
- María Teresa Fernández de la Vega (PSOE) est remplacée en octobre 2010 par Margarita Pin Arboledas.

### 2011
| Parti     | Parti | Députés |
| --------- | ----- | --- |
| PP        |       | Esteban González Pons, María Belén Juste Picón, Ignacio Gil Lázaro, Marta Torrado de Castro, Belén Hoyo Julia, Rubén Moreno Palanques, Ignacio Uriarte Ayala, Vicente Ferrer Roselló, Susana Camarero Benítez |
| PSOE      |       | Inmaculada Rodríguez-Piñero, Ciprià Ciscar, José Luis Ábalos, Carmen Montón |
| UPyD      |       | Toni Cantó |
| IU        |       | Ricardo Sixto |
| Compromís |       | Joan Baldoví |

- Susana Camarero (PP) est remplacée en mars 2014 par Teresa García Sena.
- Inmaculada Rodríguez-Piñero (PSOE) est remplacée en juillet 2014 par Antoni Such Botella.
  - Antoni Such (PSOE) est remplacé en juillet 2015 par Talía Roselló Saus.
- Esteban González Pons (PP) est remplacé en juillet 2014 par Inmaculada Guaita Vañó.
- Ruben Moreno (PP) est remplacé en décembre 2014 par María Martín Revuelto.
- Ignacio Uriarte (PP) est remplacé en janvier 2015 par Juan Vicente Pérez Aras.
- Toni Cantó (UPyD) est remplacé en avril 2015 par Julio Lleonart Crespo.
- Carmen Montón (PSOE) est remplacée en octobre 2015 par Josep Antoni Santamaría Mateo.

### 2015
| Parti        | Parti | Députés |
| ------------ | ----- | --- |
| PP           |       | Elena Bastidas Bono, Belén Hoyo Julia, Rubén Moreno Palanques, José María Chiquillo, Juan Vicente Pérez Aras |
| És el moment |       | Joan Baldoví, Àngela Ballester, Enric Bataller i Ruiz, Rosana Pastor, Txema Guijarro                         |
| PSOE         |       | Ana Botella Gómez, José Luis Ábalos, María Such Palomares                                                    |
| Cs           |       | Toni Cantó, Vicente Ten Oliver                                                                               |

### 2016
| Parti           | Parti | Députés |
| --------------- | ----- | --- |
| PP              |       | Elena Bastidas Bono, Belén Hoyo Julia, Rubén Moreno Palanques, José María Chiquillo, Juan Vicente Pérez Aras, Óscar Gamazo |
| A la valenciana |       | Joan Baldoví, Àngela Ballester, Enric Bataller i Ruiz, Rosana Pastor, Ricardo Sixto                                        |
| PSOE            |       | Ana Botella Gómez, José Luis Ábalos, María Such Palomares                                                                  |
| Cs              |       | Toni Cantó, Vicente Ten Oliver                                                                                             |

- María Such Palomares est remplacée en août 2016 par Ciprià Ciscar.
- José Luis Ábalos est remplacé en juin 2018 par Alicia Piquer Sancho.
- Ana Botella est remplacée en juin 2018 par Antonio Quintana Martínez.

### Avril 2019
| Parti     | Parti | Députés                                                                          |
| --------- | ----- | -------------------------------------------------------------------------------- |
| PSOE      |       | José Luis Ábalos, Ana Botella Gómez, Vicent Sarrià i Morell, Josefa Andrés Barea |
| PP        |       | Belén Hoyo Juliá, Vicente Betoret Coll, Luís Javier Santamaría Ruíz              |
| Cs        |       | María Muñoz Vidal, Vicente Ten Oliver, María Amparo Moya Sanz                    |
| UP        |       | Héctor Illueca, Roser Maestro Moliner                                            |
| Vox       |       | Ignacio Gil Lázaro, Cristina Esteban Calonje                                     |
| Compromís |       | Joan Baldoví                                                                     |

### Novembre 2019
| Parti     | Parti | Députés                                                                           |
| --------- | ----- | --------------------------------------------------------------------------------- |
| PSOE      |       | José Luis Ábalos, Ana Botella Gómez, Vicent Sarrià i Morell, Josefa Andrés Barea  |
| PP        |       | Belén Hoyo Juliá, Vicente Betoret Coll, Luís Javier Santamaría Ruíz, Óscar Gamazo |
| Vox       |       | Ignacio Gil Lázaro, Cristina Esteban Calonje, Julio Utrilla Cano                  |
| UP        |       | Héctor Illueca, Roser Maestro Moliner                                             |
| Compromís |       | Joan Baldoví                                                                      |
| Cs        |       | María Muñoz Vidal                                                                 |

- Héctor Illueca (UP) est remplacé en février 2020 par Rosa Medel Pérez.
- Joan Baldovía (Compromís) est remplacé en mai 2023 par María José Picó Garcés.

### 2023
| Parti | Parti | Députés |
| ----- | ----- | --- |
| PP    |       | Esteban González Pons, Belén Hoyo Juliá, Esperanza Reynal Reillo, Fernando de Rosa Torner, Carlos Gil Santiago, Alma Elvira Alfonso Silvestre |
| PSOE  |       | Diana Morant, José Luis Ábalos, Carmen Martínez Ramírez, Vicent Sarrià i Morell, Marta Trenzano Rubio                                         |
| Sumar |       | Àgueda Micó Micó, Alberto Ibáñez Mezquita, Nahuel González                                                                                    |
| Vox   |       | Carlos Flores Juberías, Ignacio Gil Lázaro |

- Diana Morant (PSOE) est remplacée le 12 décembre 2023 par Víctor Camino Miñana.
- Esteban Gónzalez Pons (PP) est remplacé le 4 juillet 2024 par Cristina Moreno Borrás.

## Sénat

### Synthèse
|             |       | 1977 | 1979 | 1982 | 1986 | 1989 | 1993 | 1996 | 2000 | 2004 | 2008 | 2011 | 2015 | 2016 | 04/19 | 11/19 | 2023 |
| ----------- | ----- | ---- | ---- | ---- | ---- | ---- | ---- | ---- | ---- | ---- | ---- | ---- | ---- | ---- | ----- | ----- | ---- |
| UCD         |       | 1    | 2    |      |      |      |      |      |      |      |      |      |      |      |       |       |      |
| AP & alliés |       |      |      | 1    | 1    |      |      |      |      |      |      |      |      |      |       |       |      |
| PSOE        |       | 3    | 2    | 3    | 3    | 3    | 2    | 1    | 1    | 1    | 1    | 1    |      |      | 3     | 2     | 2    |
| PP          |       |      |      |      |      | 1    | 2    | 3    | 3    | 3    | 3    | 3    | 3    | 3    | 1     | 2     | 2    |
| Compromís   |       |      |      |      |      |      |      |      |      |      |      |      | 1    |      |       |       |      |
| Podemos     |       |      |      |      |      |      |      |      |      |      |      |      |      | 1    |       |       |      |
|             |       |      |      |      |      |      |      |      |      |      |      |      |      |      |       |       |      |
| Total       | Total | 4    | 4    | 4    | 4    | 4    | 4    | 4    | 4    | 4    | 4    | 4    | 4    | 4    | 4     | 4     | 4    |

### 1977
| Parti | Parti | Sénateurs                                                               |
| ----- | ----- | ----------------------------------------------------------------------- |
| PSOE  |       | Justo Martínez Amutio, Salvador Moragues Berto, José María Ruiz Ramírez |
| UCD   |       | José Antonio Noguera de Roig                                            |

### 1979
| Parti | Parti | Sénateurs                                  |
| ----- | ----- | ------------------------------------------ |
| UCD   |       | José Báguena Candela, Manuel Broseta Pont  |
| PSOE  |       | Alfons Cucó Giner, José María Ruiz Ramírez |

### 1982
| Parti  | Parti | Sénateurs                                                        |
| ------ | ----- | ---------------------------------------------------------------- |
| PSOE   |       | Alfons Cucó Giner, Joaquín Ruiz Mendoza, José María Ruiz Ramírez |
| AP-PDP |       | Evaristo Amat de León Guitart                                    |

### 1986
| Parti | Parti | Sénateurs                                                       |
| ----- | ----- | --------------------------------------------------------------- |
| PSOE  |       | Alfons Cucó Giner, Joaquín Ruiz Mendoza, Enrique Sapena Granell |
| CP    |       | Juan Albiñana Calatayud                                         |

- Enrique Sapena Granell est remplacé en juin 1987 par Josefa Frau Ribes.

### 1989
| Parti | Parti | Sénateurs                                                  |
| ----- | ----- | ---------------------------------------------------------- |
| PSOE  |       | Alfons Cucó Giner, Josefa Frau Ribes, Joaquín Ruiz Mendoza |
| PP    |       | Ignacio Gil Lázaro                                         |

### 1993
| Parti | Parti | Sénateurs                             |
| ----- | ----- | ------------------------------------- |
| PP    |       | Pedro Agramunt, Esteban González Pons |
| PSOE  |       | Alfons Cucó Giner, Josefa Frau Ribes  |

### 1996
| Parti | Parti | Sénateurs                                                     |
| ----- | ----- | ------------------------------------------------------------- |
| PP    |       | Pedro Agramunt, Esteban González Pons, Leopoldo Ortiz Climent |
| PSOE  |       | Josefa Frau Ribes                                             |

### 2000
| Parti | Parti | Sénateurs                                                    |
| ----- | ----- | ------------------------------------------------------------ |
| PP    |       | Pedro Agramunt, Esteban González Pons, María José Mora Devis |
| PSOE  |       | Segundo Bru Parra                                            |

- Esteban González Pons est remplacé en juin 2003 par María Ángeles Crespo Martínez.

### 2004
| Parti | Parti | Sénateurs                                                 |
| ----- | ----- | --------------------------------------------------------- |
| PP    |       | Pedro Agramunt, José María Chiquillo, José Luis Juan Sanz |
| PSOE  |       | Segundo Bru Parra                                         |

### 2008
| Parti | Parti | Sénateurs                                                           |
| ----- | ----- | ------------------------------------------------------------------- |
| PP    |       | Pedro Agramunt, José María Chiquillo, María Ángeles Crespo Martínez |
| PSOE  |       | Carmen Alborch                                                      |

### 2011
| Parti | Parti | Sénateurs                                                 |
| ----- | ----- | --------------------------------------------------------- |
| PP    |       | Pedro Agramunt, José María Chiquillo, Carlota Ripoll Juan |
| PSOE  |       | Carmen Alborch                                            |

### 2015
| Parti     | Parti | Sénateurs                                                        |
| --------- | ----- | ---------------------------------------------------------------- |
| PP        |       | Pedro Agramunt, Marta Torrado de Castro, Susana Camarero Benítez |
| Compromís |       | Dolors Pérez Martí                                               |

### 2016
| Parti   | Parti | Sénateurs                                                        |
| ------- | ----- | ---------------------------------------------------------------- |
| PP      |       | Pedro Agramunt, Marta Torrado de Castro, Susana Camarero Benítez |
| Podemos |       | Ferran Martínez Ruiz                                             |

### Avril 2019
| Parti | Parti | Sénateurs                                                                   |
| ----- | ----- | --------------------------------------------------------------------------- |
| PSOE  |       | Javier de Lucas Martín, Mercedes Berenguer Llorens, Pedro Rodríguez Navarro |
| PP    |       | Fernando de Rosa Torner                                                     |

### Novembre 2019
| Parti | Parti | Sénateurs                                          |
| ----- | ----- | -------------------------------------------------- |
| PSOE  |       | Javier de Lucas Martín, Mercedes Berenguer Llorens |
| PP    |       | Fernando de Rosa Torner, Rubén Moreno Palanques    |

- Javier de Lucas (PSOE) est remplacé en mars 2023 par Feliciana Bondía Moreno.

### 2023
| Parti | Parti | Sénateurs                                                    |
| ----- | ----- | ------------------------------------------------------------ |
| PP    |       | Estela del Carmen Darocas Marín, Luis Javier Santamaría Ruiz |
| PSOE  |       | Juan Antonio Sagredo Marco, Cristina Moreno Fernández        |